# Korajim
Korajim is een bestuurslaag in het regentschap Serdang Bedagai van de provincie Noord-Sumatra, Indonesië. Korajim telt 1392 inwoners (volkstelling 2010).